# Kabinett Skujenieks II

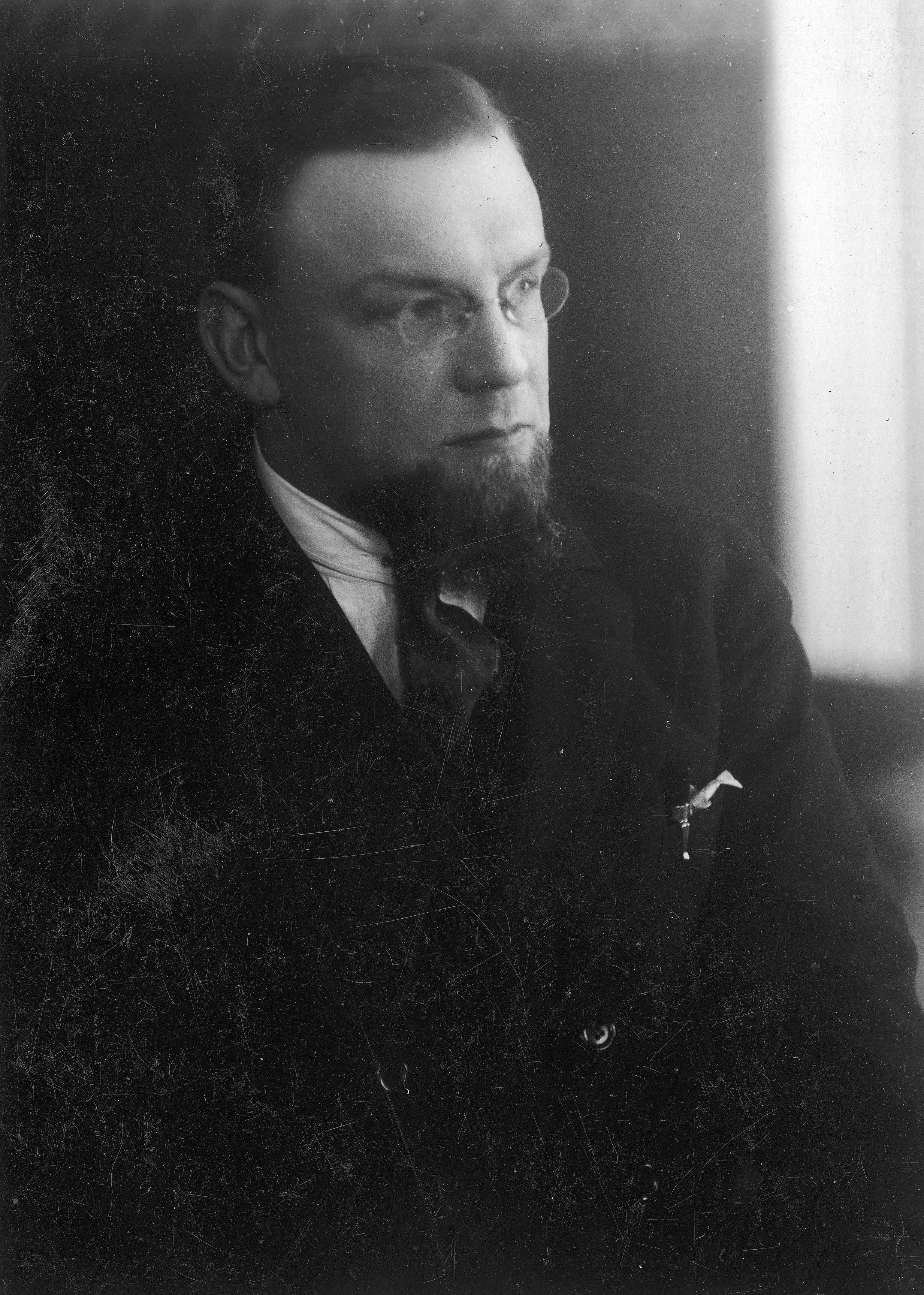
Ministerpräsident Marģers Skujenieks

Das Kabinett Skujenieks II war die 16. Regierung der Republik Lettland und wurde am 6. Dezember 1931 von Ministerpräsident Marģers Skujenieks gebildet. Das Kabinett löste das Kabinett Ulmanis VI ab und blieb bis zum 23. März 1933 im Amt, woraufhin es vom Kabinett Bļodnieks abgelöst wurde.
Dem Kabinett gehörten folgende Minister an:
| Amt                                | Amtsinhaber                        | Beginn der Amtszeit                | Ende der Amtszeit              |
| ---------------------------------- | ---------------------------------- | ---------------------------------- | ------------------------------ |
| Ministerpräsident Innenminister    | Marģers Skujenieks                 | 6. Dezember 1931                   | 23. März 1933                  |
| Außenminister                      | Kārlis Zariņš                      | 6. Dezember 1931                   | 23. März 1933                  |
| Innenminister                      | Marģers Skujenieks Jānis Kauliņš   | 6. Dezember 1931 31. März 1932     | 30. März 1932 23. März 1933    |
| Kriegsminister                     | Jānis Balodis                      | 6. Dezember 1931                   | 23. März 1933                  |
| Finanzminister                     | Gustavs Zemgals Marģers Skujenieks | 11. Dezember 1931 21. Februar 1932 | 21. Februar 1932 23. März 1933 |
| Minister für Justiz und Bildung    | Atis Ķeniņš                        | 6. Dezember 1931                   | 23. März 1933                  |
| Landwirtschaftsminister            | Vilis Gulbis                       | 6. Dezember 1931                   | 23. März 1933                  |
| Verkehrsminister                   | Antons Kursītis                    | 6. Dezember 1931                   | 23. März 1933                  |
| Minister für öffentliche Wohlfahrt | Vladislavs Rubulis                 | 6. Dezember 1931                   | 23. März 1933                  |
| Staatskontrolleur                  | Roberts Ivanovs                    | 6. Dezember 1931                   | 23. März 1933                  |